# Waterloo & City line
Waterloo & City line (uofficielt kendt som The Drain (engelsk: Afløbet)) er en kort underjordisk jernbane i London, der åbnede 11. juli 1898. Den har kun to stationer, Waterloo og Bank (sidstnævnte tidligere kaldet "City", da den er i City of London) og som sådan er det den mindst benyttede bane i netværket med omkring 15.000.000 årlige passagerer. Mellem stationerne passerer banen under Themsen.
Den eksisterer stort set kun for at betjene pendlere til City of London via Waterloo fjerntogsstation, og kører ikke sent om aftenen eller om søndagen (de eneste tilfælde banen har kørt om søndagen var mellem 1943 og 1947 og under Sommer-OL i London i 2012). Den er klart den korteste London Underground-bane med sine 2,37 km, og det tager kun fire minutter at rejse fra den ene ende til den anden. Det var den anden elektriske undergrundsbane, der åbnede i London, efter City & South London Railway (nu en del af Northern line). På trods af sin alder blev den først sent inkorporeret i London Underground-netværket, efter ejerskabet blev overdraget fra British Rail i 1994.

## Historie
London and South Western Railway (L&SWR) nåede Waterloo i 1848. Denne beliggenhed gjorde passageradgang til City of London besværlig, og på dette tidspunkt blev forslag om en forlængelse overvejet, men det blev afvist på grund af omkostningerne. Da South Eastern Railway anlagde sin Charing Cross-bane, kørte nogle tog fra L&SWR-banen til Cannon Street, men dette var hverken kommercielt eller driftsmæssigt nogen succes.
Ikke desto mindre forblev den besværlige adgang et problem, og til sidst blev det besluttet at bygge en tube-jernbane, som var væsentligt billigere end en bane i terræn, da den undgik næsten al den ekspropriation, som ville være nødvendigt i terræn. Waterloo & City Railway åbnede den 11. juli 1898, og blev i begyndelsen opereret af L&SWR. Den forblev en selvstændig juridisk enhed indtil 1906, hvor den blev optaget i L&SWR, og blev en del af Southern Railway ved grupperingen af britiske jernbaner i 1923, og efterfølgende en del af British Rails Southern Region ved nationaliseringen i 1948. Først i 1993, da British Rail blev privatiseret, blev den set som en unormal tube-bane i National Rail-netværket og ved aftale blev ejerskabet overdraget til London Underground, hvilket trådte i kraft fra 1. april 1994.
Billetteringen var fuldt integreret med det nationale netværk og passagerer kunne købe gennemgående billetter fra fjerntogsstationer til Bank.
Banen blev projekteret af bygningsingeniør W. R. Galbraith og af James Henry Greathead, opfinder af tunneleringsskjoldet, der bærer hans navn. Resterne af et af Greathead-tunneleringsskjoldene fra anlægget af banen kan ses i transfertunnelen på Bank, som forbinder Waterloo & City med Northern line og Docklands Light Railway.
Der har været forslag om at forlænge Waterloo & City line i næsten et århundrede. Efter at have opkøbt Great Northern & City Railway (GN&C) i 1913 (den nuværende Northern City Line), havde Metropolitan Railway planer om sammenslutning af GN&C til Waterloo & City eller til Circle line, men disse blev aldrig realiseret. London Plan Working Party Report fra 1949 forestillede sig at deres Route G indebar elektrificering af London, Tilbury & Southend Railway (LTS), og denne omlagdes væk fra Fenchurch Street til Bank og videre gennem Waterloo & City-tunnelerne til Waterloo og dennes forstadsbaner. Waterloo & City-tunnelerne skulle udbores til fjerntogsstørrelse for at denne "Crossrail" kunne udføres. Af forslaget blev kun elektrificeringen af LTS realiseret, men Docklands Light Railway-tunnelen fra Minories til Bank følger dog dele af den foreslåede rute. Den reviderede Working Party Report fra 1965 nævner ikke Route G-forslaget, men dog nævnes at "muligheden for forlængelse af Waterloo & City Line mod nord til Liverpool Street er blevet undersøgt, men er fundet fysisk upraktisk." På det seneste har Green Party genoplivet Metropolitans plan om at forbinde Northern City og Waterloo & City lines som en Crossrail-rute.

## Egenskaber
Waterloo & City kaldes i folkemunde The Drain (Afløbet). Oprindelsen af dette navn er uklar. En teori er, at dette fremkom, da banen blev opereret af togpersonale i en forbindelse, som ellers normalt drev forstadsruter i terræn. Modsat arbejde på overfladebaner har Waterloo & City af underjordiske tube-tunneler. Samtaler i frokoststuen indebar diskussion af, hvilket skifte en lokomotivfører skulle arbejde på den efterfølgende dag, og hvis det var et Waterloo & City-skifte, var det en oplagt metafor at sige, at den fører skulle arbejde "nede i afløbet". En anden teori er, at den fik dette navn af vedligeholdelsespersonalet, da tunnelerne, passerede under Themsen, hvor lækager gjorde, at meget vand trak ind. Dette vand skulle løbende pumpes ud, og forårsager en muggen lugt af "afløb". I øvrigt har Waterloo and City line nogen gange været lukket på grund af oversvømmelse.
Waterloo & City line er unik blandt Londons Underground-baner, da den forløber under jorden i hele sin længde, inklusive begge stationer. Victoria line er den der kommer tættest på at gøre dette, med sin eneste ikke-underjordiske strækning er forbindelsen til depotet.
Waterloo & City har ingen direkte skinneforbindelse til resten af jernbanenetværket, og udveksling af materiel kræver brug af vejkøretøjer. Før anlægget af Waterloo International-terminalen i 1990, blev materiellet hejst op individuelt af Armstrong-elevatoren udenfor nordvæggen på Waterloo fjerntogsstation. Proceduren bliver nu udført ved at bruge en vejmonteret kran i en skakt tilstødende depotet, syd for Waterloo fjerntogsstation, på Spur Road. Dette er kun nødvendigt for større vedligeholdelsesarbejder, der kræver løft af vognkassen, da Waterloo-depotet er fuldt udstyret til rutinemæssig vedligeholdelse.
Waterloo & City havde oprindeligt sit egen elektriske kraftværk, og kul blev leveret fra Waterloo fjerntogsstation ved brug af en anden, mindre elevator (kaldet Abbotts Lift), der forklarer den fortsatte tilstedeværelse af en drejeskive i Waterloo-depotet. Den resterende del af sidetunnelen, der førte til Armstrong-elevatoren kan stadig ses på togets venstre side kort efter at afgang fra Waterloo mod Bank. Selve elevatoren blev begravet (sammen men hele de vestlige sidespor) i 1992, grundet anlægget af Waterloo International – den tidligere Eurostar-terminal.
I januar 2003 var Waterloo & City lukket i over tre uger for sikkerhedskontrol, efter en større afsporing på Central line, der krævede at alt 1992-tubemateriel skulle modificeres. Samme år blev ansvaret for banens vedligeholdelse overdraget til Metronet-konsortiet i et offentligt-privat partnerskab.

## Tog
Banen har haft tre typer rullende materiel i sin levetid.

### Oprindeligt rullende materiel
Det oprindelige træmateriel, der bestod af 11 motor- og 11 mellemvogne, blev bygget af Jackson and Sharp fra Wilmington, Delaware, USA, ved brug af Siemens elektromotorer og kontroludstyr, og var i brug indtil 1940. L&SWR kunne ikke købe det rullende materiel fra britiske leverandører på dette tidspunkt. Togene blev drevet som fem tog med fire vogne hver, med en reservemotor- og reservemellemvogn. Togene var i nyt design, som kunne køres fra et lille halvåbent førerhus i hver ende af toget. Dette blev opnået ved at kørekabler fra begge motorer i togets længde, hvorved motoren i den bageste vogn kunne kontrolleres ved kontroludstyret i den forreste vogn. Et andet kabel (ud af i alt ni) forbandt strømaftagerne i begge ender, for at eliminere strømsvigtet, der hænder ved afbrydelser af den tredje skinne ved sporskifter og transversaler, hvor strømskinnen er afbrudt.
Board of Trade var utilfredse med dette arrangement og forbød at trækkraft kunne udveksles mellem vogne på nogen kommende tube-projekter, hvilket tvang Central London Railway til at benytte konventionelle lokomotiver.
Yderligere fem enkelte motorvogne blev bestilt fra Dick, Kerr & Co. i Preston i 1899 for enkeltvognsdrift udenfor myldretiden.

### 1940-materiel
Det oprindelige rullende materiel blev erstattet i 1940 af elektriske togsæt leveret af English Electric. Det æstetiske design var meget moderne og repræsenterede et jernbane-art deco-look indvendigt og udvendigt. Det er bemærkelsesværdigt, at kravene fra 2. verdenskrig ikke forsinkede det nye rullende materiel før efter krigen – nærmest hvert eneste tube-projekt blev enten forsinket eller annulleret – men, efter at være blevet bestilt i 1938, var anlægget godt fremskredet, da krigen brød ud. Det nye materiel blev litreret Litra 487 i TOPS-systemet. Materiellets koblingudstyr var af den ældre solenoide type, som krævede et stor kontaktrum bag et af førerhusene. Alt andet tube-materiel fra den periode benyttede det amerikanske lufttrykskamskiver (eller de senere modificerede lufttryktskamskiver) under gulvet, hvilket frigiver 33 % mere passagerrum i motorvognene. Motorvognene havde førerhuse i begge ender (hvilket var usædvanligt for tube-materiel), med hensigten om at køre enkeltsvognstog i de mindst travle perioder. Denne option blev aldrig benyttet, fordi designet af kabelkoblingerne gjorde det til en tidskrævende operation at separere motorvognene fra resten af toget.
Generne for passagererne med interiørlysene forsvandt momentvist når toget passerer over huller i strømskinnen blev delvist elimineret i dette materiel ved at forsyne halvdelen af vognenes lys fra motorvognen i en ende af togsættet, og den anden halvdel fra den anden.

### 1993-erstatning
Materiellet blev erstattet med Litra 482-togsæt i juli 1993, som var praktisk talt identisk med 1992-materiellet benyttet på Central line. Banen blev konverteret til firskinne-drift som de øvrige tube-baner. Den oprindelige positive stålskinne blev bevaret, mens den nye negative skinne blev lavet i aluminium. Den positive skinne blev erstattet men en i aluminium i 2008. Siden lanceringen har dette materiel på Waterloo & City blevet betydeligt forskelligt fra det, der benyttes på Central line gennem diverse modifikationer, primært til det senere med indførelsen af Automatic Train Operation, hvilket gør at materiellet på de to baner ikke længere kan udveksles. Det var næsten omgående efter lanceringen af dette materiel, at ledelsen af denne bane blev overdraget til London Underground Ltd.
Frem til lukningen for renovering (se nedenfor) havde Class 482-togene været i sit oprindelige blå British Rail Network SouthEast-design, som de havde, da de blev lanceret, på trods af at have været en del af London Underground i en årrække.

## Kort og stationer
| Station  | Billede               | Åbnet          | Yderligere information                         |
| -------- | --------------------- | -------------- | ---------------------------------------------- |
| Bank     | Bank-Monument Station | 8. august 1898 | Åbnede som City. Omdøbt 28. oktober 1940kort 1 |
| Waterloo | Waterloo Station      | 8. august 1898 | kort 2                                         |

I 1959 var et par af Otis rullende fortov installeret på Bank, parallelt med den originale trappe. Disse er siden blevet erstattet af CNIM-maskiner.
I 1980'erne blev det foreslået at bygge en mellemliggende station på Blackfriars, som er på banens linjeføring, men det har ikke været nævnt i mange år og Department for Transport anser i øjeblikket dette for ikke at have nogen væsentlig transportfordel.

## Renovering
Banen har været lukket en række gange for reparationer og materieleftersyn, inklusive mellem 31. marts 1994 og 5. april 1994.
Banen blev lukket den 1. april 2006 for renoveringsarbejder. Den genåbnede den 11. september 2006, 11 dage efter projektets forventede fuldendelse. Så vel som ommalingen og rensningen af togene, indebar arbejdet renovering af tunnelerne, perroner og depot, og en opgradering af sporet og signalsystemerne. Disse og andre arbejder var fuldendt i 2007 og forventedes at forøge kapaciteten i myldretiden med 25 % og banens ydeevne med 12 % for et to-cifret millionbeløb (i britiske pund). Det blev også hævdet, at den gennemsnitlige rejsetid ville blive op til 40 sekunder lavere.
Fire nye 75 hp (56 kW) batteridrevne lokomotiver, kaldet Walter, Lou, Anne og Kitty, blev bygget af Clayton Equipment i Derby for at trække materialer og udstyr langs banen under lukningen.
Efter disse ændringer havde Metronet planlagt at renovere Bank Station i 2011. TfL's nuværende plan viser nu, at renoveringen af Bank skal være fuldendt i 2021.
Den samme plan viser, at TfL planlægger at installere en yderligere indgang til Bank Station i Walbrook Square, som skal være fuldendt i 2014.

## Brug som filmlokation
Grundet sin søndagslukning er Waterloo & City blevet en veletableret og bekvem filmlokation, ikke mindst fordi den under British Rails (og forgængernes) ejerskab kunne benyttes, hvis London Transport enten ikke kunne eller ikke ville tillade adgang til deres stationer eller baner. Den kan ses i Norman Wisdom-filmen Politiets skræk fra 1962 (komplet med 1940-materiel-tog), anden sæson af BBC's De overlevende, hvor den repræsenterer forskellige dele af Central og Northern lines, og i tv-udgaven af The Tripods (1984), hvor den parodierer som Porte de la Chapelle Station i Métro de Paris. Den blev også benyttet i Peter Howitt-filmen Sliding Doors (1998), som Embankment og en anden, ukendt District line-station.

## Driftstimer
Da banen primært benyttes af pendlerne til City of London, åbner banen sent og lukker tidligt, som følger:
- Mandag til fredag: 06:15 til 21:48
- Lørdag: 08:00 til 18:30
- Søn- og helligdage: Lukket

På banen kørte tog på søndage under Sommer-OL 2012 og Sommer-PL 2012 mellem ultimo juli og primo september 2012.

## I myldretiderne
Når en lokomotivfører har standset toget på Bank og afsat passagererne, overlader han toget til en anden fører fra et tidligere tog. Dette er kendt som at træde tilbage og sker, da førerne ikke har tid nok til at skifte ende. Et Rear Cab Clear-signal er installeret på sporsiden af perronafgrænsningen, så lokomotivføreren kan bekræfte, at han er ude af førerrummet og den anden fører kan køre.

## Lignende betjeninger
42nd Street Shuttlen i New York City Subway er en rute lignende Waterloo & City line, som kører nonstop mellem sine eneste to stationer, Times Square og Grand Central. Andre lignende baner er Ramal i Madrid Metro, der forbinder Ópera og Príncipe Pío Stationer, og banerne 3bis og 7bis i Métro de Paris.

## Kort
| - ↑kort 1Bank – 51°30′47″N 000°05′17″V / 51.51306°N 0.08806°V - ↑kort 2Waterloo – 51°30′09″N 000°06′47″V / 51.50250°N 0.11306°V | - ↑kort 3Waterloo Depot – 51°30′07″N 000°06′42″V / 51.50194°N 0.11167°V |

## Yderligere litteratur
- Gillham, John C. (2001). The Waterloo & City Railway. Monmouth: Oakwood Press. ISBN 0-85361-525-X.
- Pennick, Nigel (2000). Waterloo and City Railway. Cambridge: Library of the European Tradition.